# 아제르바이잔 항공 8243편 추락 사고
아제르바이잔 항공 8243편 추락 사고(Azerbaijan Airlines Flight 8243)는 2024년 12월 25일 아제르바이잔 항공 8243편이 아제르바이잔 바쿠 국제공항을 이륙해 러시아 그로즈니 공항을 향해 비행하던 중 카자흐스탄 아크타우 국제공항 인근에 추락한 사건을 말한다. 추락 당시 여객기는 62명의 승객과 5명의 승무원을 탑승시키고 있었다.
러시아 연방항공운송청은 사고 직후 사고가 조류 충돌로 인해 일어났을 가능성을 제기했다. 반대로 생존자들은 여객기 근처 폭발 직후 파편이 튀었다고 진술했다. 사고로 인한 사망자는 38명이고, 생존자는 29명이다.
2024년 12월 26일, 아제르바이잔 정부 관계자는 로이터 통신에 사고 원인을 러시아군의 지대공 미사일로 보고 있다고 밝혔다.

## 배경

### 비행기
해당 비행기의 기종은 2013년에 생산된 엠브라에르 E190AR이고, 비행기의 시리얼 번호 19000630, 등록 번호 4K-AZ65이다. 이 비행기는 두 대의 제네럴 일렉트릭 CF34-10E6 엔진으로 동력을 얻으며, 사고 전 마지막 점검은 2024년 10월 18일에 받았다. 2013년 7월 22일에 처녀 비행을 했으며 아제르바이잔 항공에 안도되었다. 이 기체는 생산한 지 11년 만에 추락하였다.

### 승객
해당 기체에는 62명의 승객이 탑승하고 있었다. 탑승자 중 37명은 아제르바이잔인, 16명은 러시아인, 6명은 카자흐스탄인, 3명은 키르기스스탄인이었다. 4명의 미성년자가 탑승하였다.
사고 당시 승무원은 총 5명으로, 조종사 2명과 항공 승무원 3명으로 이루어져 있었다. 기장과 부기장은 도합 1만 시간의 비행 시간을 보유하고 있었다.
| 국적에 따른 희생자 | 국적에 따른 희생자 | 국적에 따른 희생자 | 국적에 따른 희생자 |
| 국적               | 탑승자             | 희생자             | 생존자             |
| ------------------ | ------------------ | ------------------ | ------------------ |
| 아제르바이잔       | 42                 | 25                 | 17                 |
| 카자흐스탄         | 6                  | 6                  | 0                  |
| 키르기스스탄       | 3                  | 0                  | 3                  |
| 러시아             | 16                 | 7                  | 9                  |
| 전체               | 67                 | 38                 | 29                 |

## 사고
해당 비행기는 아제르바이잔 시간(AZT) 07:55(UTC+04:00) 에 바쿠의 헤이다르 알리예프 국제공항에서 카디로프 그로즈니 국제공항을 목적지로두고 이륙했다. 비행 추적 서비스인 Flightradar24에 따르면, 항공기는 그로즈니 근처를 비행하는 동안 강력한 GPS 방해 및 스푸핑에 노출되었다. 항공편은 러시아 영공에 진입하는 동안 발생하는 GPS 방해를 사전에 인지하고 있었다. 생존자는 그로즈니에서 짙은 안개 속에서 세 번째로 착륙을시도했을 때 폭발로 동체 겉면 일부가 날아갔다고 말했다.
그로즈니에서 착륙에 실패하자 8243편은 인근 마하차칼라 우이타시 공항으로 회항하도록 지시받았으나, 악천후로 인해 해당 공항에도 착륙을 할 수 없었다. 이후 카자흐스탄의 아크타후 국제공항에 착륙하도록 지시받았다. 08:40 AZT에 고도 9100미터에서 비행기는 레이더상에서 사라졌다.
이후 09:35 AZT에 조종사는 코드 7700을 입력해 비상상황임을 알리고 조종 시스템이 마비되었음을 알렸다. 09:49에 조종사들은 카지흐스탄의 아크타후 국제공항에 비상 착륙을 요청하였다. 비행기는 카자흐스탄 시간(AQTT, UTC+05:00) 11시 2분에 비행기는 카자흐스탄 영공에 진입했다. 카스피해 상공에서 11:07 AQTT에 다시 레이더상에 나타났다. 당시 비행기는 아크타후를 향해 비행하고 있었으며, 고도와 속도가 급격히 변하고 있었다.
아크타후 공항 근처에서 비행기는 방향을 두 번 바꿨다. 11:30 AQTT에 비행기는 방향을 바꾸는 도중 비행기의 우측 날개가 지면에 충돌했고, 폭발하며 두 조각으로 나뉘었다. 이 중 비행기의 꼬리 부분 동제 일부를 제외하고 비행기는 완파되었다. 사고 당시 화재는 약 30분 뒤 진화되었다.
사고로 인해 38명이 사망하였다. 조종사 2명은 모두 사망하였고, 항공 승무원 3명은 모두 생존하였다. 생존자 29명은 모두 부상을 입었으며, 이중 11명은 중태였다.

### 사고 시간선
| 시간 (AZT, UTC+4)  | 사건                          |
| ------------------ | ----------------------------- |
| 07:55              | 이륙                          |
| 08:40              | 항공기가 레이더상에서 사라짐  |
| 09:35              | 코드 7700 입력                |
| 09:49              | 비상착륙 요청                 |
| 10:00 (11:00 AQTT) | 비상대응 실시                 |
| 10:02 (11:02 AQTT) | 카자흐스탄 영공 진입          |
| 10:07 (11:07 AQTT) | 항공기가 레이더에 다시 나타남 |
| 10:28 (11:28 AQTT) | 무선 통신 두절                |
| 10:30 (11:30 AQTT) | 착륙 시도 중 추락             |
| 10:35 (11:35 AQTT) | 구조대 도착                   |
| 11:05 (12:05 AQTT) | 화재 진화                     |

## 사고 후
비행기 안에 있던 비행기록장치 두 대는 각각 사고 당일과 사고 다음날에 회수되었다. 아제르바이잔 항공은 사고 이후 바쿠-그로즈니 왕복 노선과 바쿠-마하차칼라 왕복 노선의 운항을 중단하였다. 이스라엘의 국책항공사인 엘알 이스라엘 항공 역시 안전상의 이유로 모스크바행 항공편의 운항을 중단하였다.
아제르바이잔 정부 관계자는 예비 조사에 따르면, 사고가 러시아의 지대공 미사일로 인해 발생한 것으로 보인다고 밝혔다.
이 사고가 발생한 지 4일 후 대한민국 무안공항에서도 비행기 사고가 발생하였다.

### 반응
러시아 정부는 조사 결과가 발표될 때까지 사고의 원인에 대해 언급하지 않겠다고 말했다. 나토는 이 추락 사고에 대한 포괄적인 조사를 촉구했다.
사고 당시 독립국가연합 정상회담을 위해 상트페테르부르크행 비행기에 탑승하고 있던 아제르바이잔 대통령은 사고 소식을 듣고 긴급 회항했다. 카자흐스탄 대통령과 블라디미르 푸틴은 사고에 관해 아제르바이잔에 애도을 표했다.
아제르바이잔의 라심 무사바요프 의원은 이 사고에 러시아군이 관여했으므로 러시아가 공식적으로 사과하는 동시에 책임자들을 형사 고발할 것을 요구하며, 그렿지 않으면 "대러 관계가 영향을 받을 것" 이라고 덧붙였다.

## 조사
엠브라에르사와 브라질 항공사고조사청은 카자흐스탄에 대표단을 보냈다. 카자흐스탄과 아제르바이잔 모두 사고 조사를 위한 위원회를 열었다. 아제르바이잔 역시 아제르바이잔 항공 부사장을 포함한 대표단을 사고 현장에 파견했다.
사고 직후 아제르바이잔 항공은 기술적 결함이 사고의 원인일 가능성은 배제하며 추락의 원인이 조류 충돌일 가능성이 있다고 발표했다. 러시아 연방항공운송청 역시 사고가 조류 충돌로 인해 일어났을 가능성을 제기했다. 그러나 비행기 꼬리 부분에 파편흔이 발견되었고, 사고 생존자들은 사고 당시 비행기 근처의 폭발과 함께 파편이 비행기를 뚫고 들어왔다는 진술을 했다. 승무원들은 당시 비행기 동체에 가해진 강한 충격이 조류 총돌로 인한 것일 거라고 믿었다. 이후 카자흐스탄 당국은 기체의 산소통이 폭발했을 수도 있다고 밝혔다.

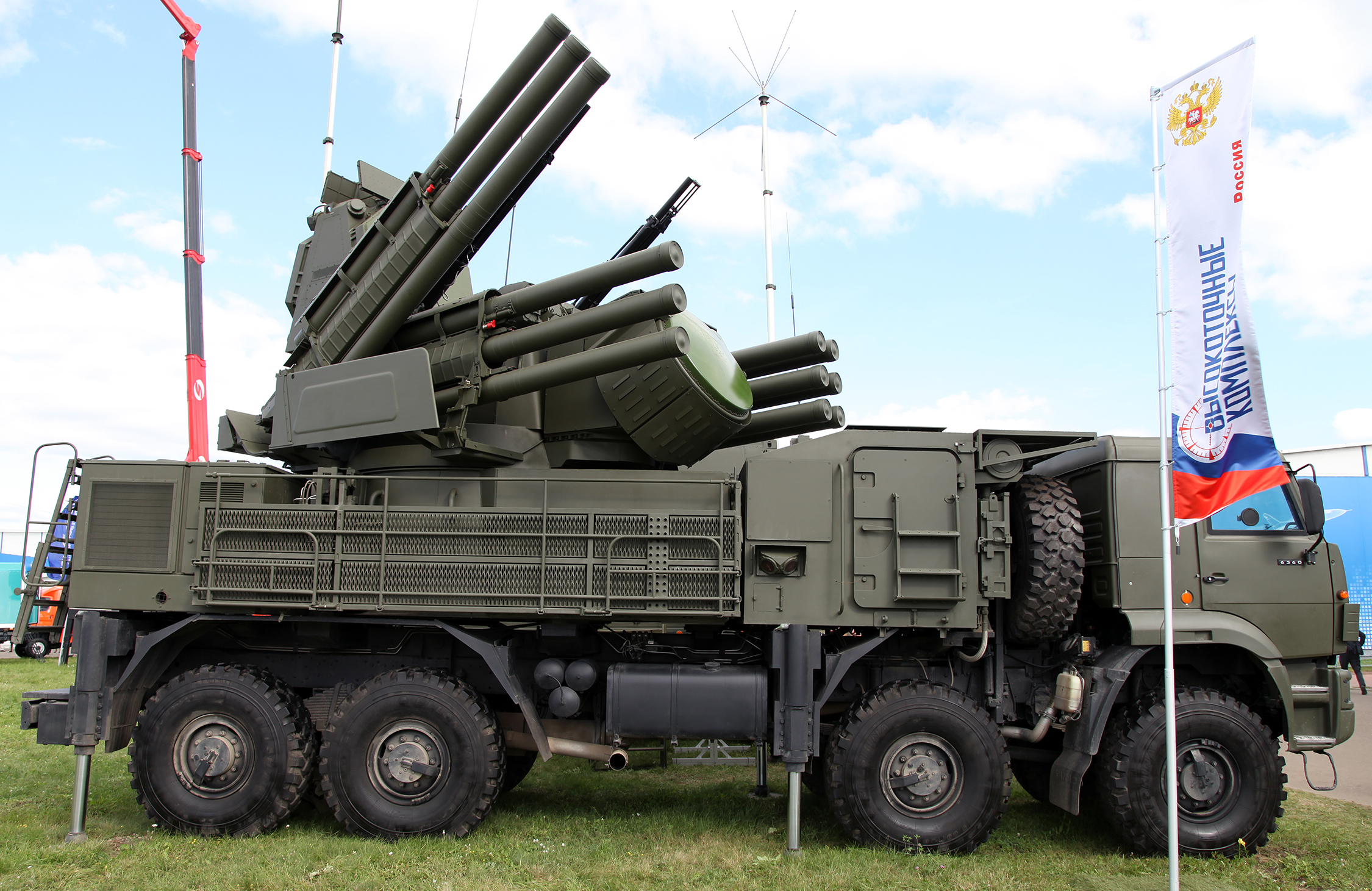
판치르-S1 미사일 발사대

12월 26일, 아제르바이잔 정부 관계자들은 언론과의 인터뷰에서 그로즈니 상공에서 러시아의 지대공 미사일이 비행기 근처에서 폭발했고 폭발로 승객과 승무원이 부상을 입었다고 밝혔다. 조종사들은 비상 착륙을 요청했지만 러시아 공항들은 이를 거부하고 카자흐스탄 악타우로 회항하라는 지시를 내렸다고 한다. 추후 분석으로 미사일이 그로즈니 공항에서 18km 북북서이며 고도 2,400미터인 지점에서 비행기 근처에서 폭발했음이 밝혀졌다. 분석에 따르면, 비행기의 GPS는 악타우로 향하던 중 카스피해 상공에서 교란을 당했다. 바쿠의 언론들은 해당 미사일은 러시아군의 판치르-S1 방공 체계에서 발사된 것이라고 보도했다. 체첸 공화국 안보 위위원회 수장인 캄잔 카디로프는 당시 체첸 공화국 상공의 우크라이나 드론을 격추하기 위해 러시아군 방공 체계가 가동된 상태였다고 말했다. 당시 그로즈니 근처에서 전자전 장비로 인해 비행기의 통신 시스템이 마비된 정황도 발견되었다.

### 원인에 대한 가설
8243편이 러시아가 최근 우크라이나 드론을 격추한 지역에서 비행하고 있던 것과, 러시아군의 전자전 장비로 인해 GPS 및 통신 장비 방해를 받은 점, 생존자 진술과 비행기 잔해의 파편흔을 종합해 보면 해당 비행기는 러시아 지대공 미사일로 격추되었다는 설이 제일 유력하다.
전문가 리차드 아불라피아에 따르면, 해당 사고는 조류 충돌로 인한 것이 아니다. 비행기 잔해의 파편흔은 조류 충돌 시 발생하는 손상과 일치하지 않는다. 또한 꼬리 부분에 파편흔이 집중되어있는 점을 고려하면 비행기의 유압 시스템이 폭발로 고장났을 것이라고 말했다.

## 같이 보기
- 대한항공 007편 격추 사건
- 말레이시아 항공 17편 격추 사건
- 우크라이나 국제항공 752편 격추 사건